# Décès en 2014
Décès
- 2010
- 2011
- 2012
- 2013
- 2014
- 2015
- 2016
- 2017
- 2018

Cet article présente une liste de personnalités mortes au cours de l'année 2014 dont la date de décès précise est inconnue.
La liste des personnes référencées dans Wikipédia est disponible dans la page de la Catégorie:Décès en 2014

Les mois de l'année font l'objet de listes spécifiques :

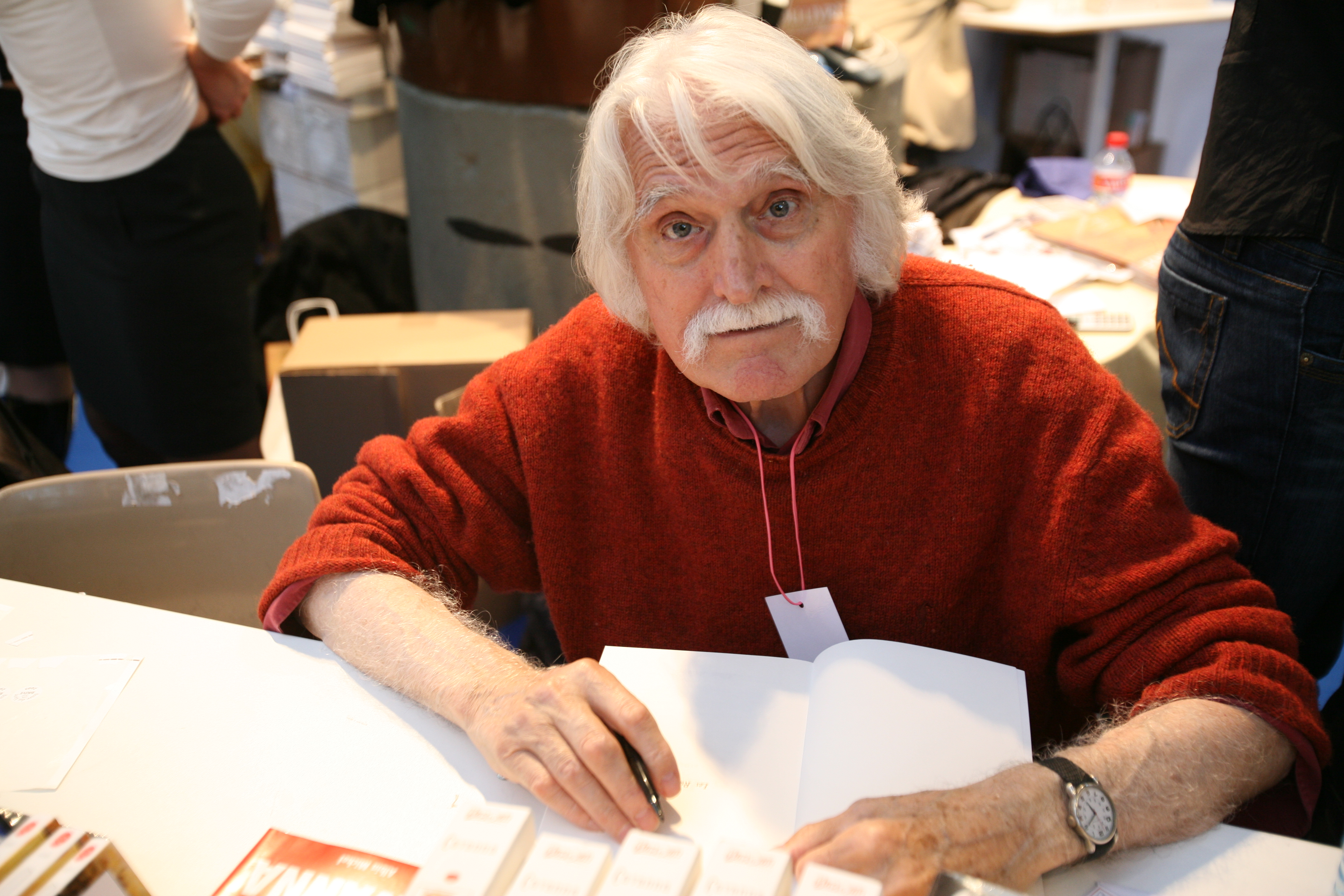
François Cavanna en 2005
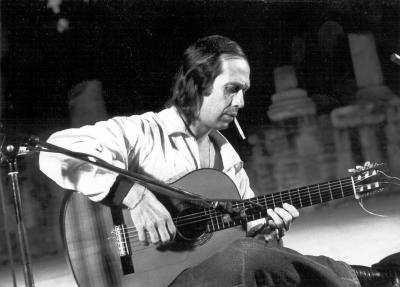
Paco de Lucía en 1982 ou 1983
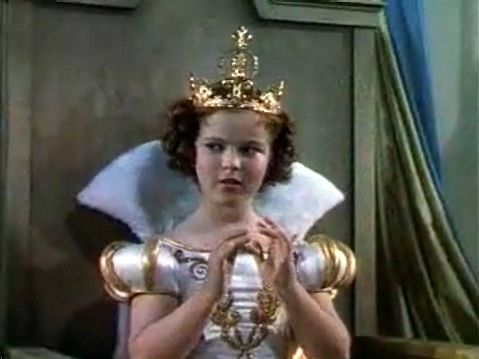
Shirley Temple en 1939
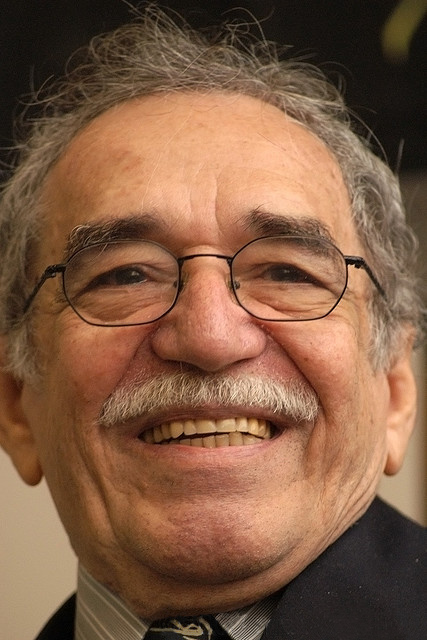
Gabriel García Márquez en 2002
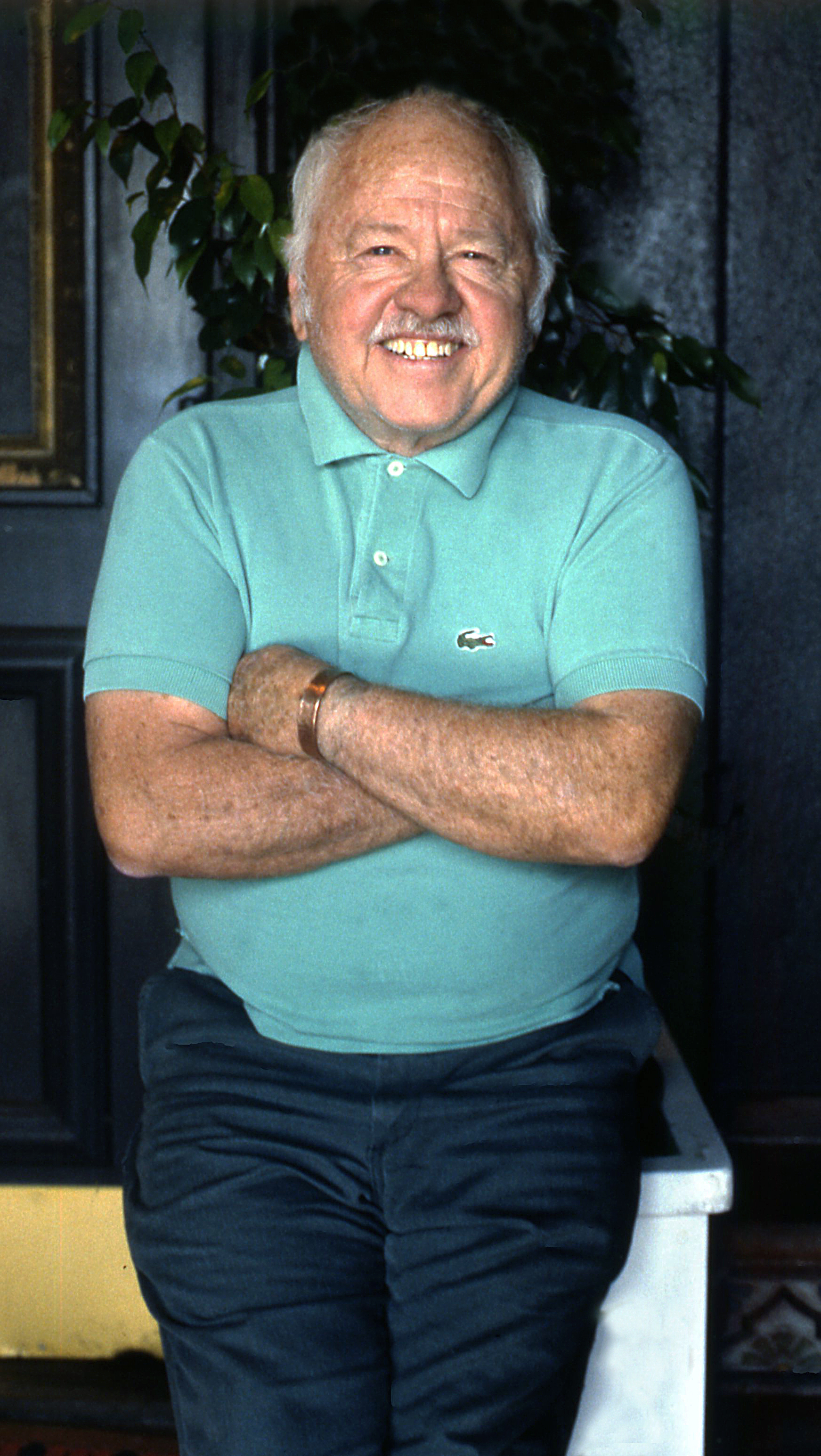
Mickey Rooney en 1986
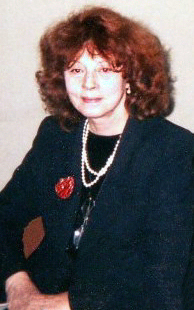
Régine Deforges en 1996
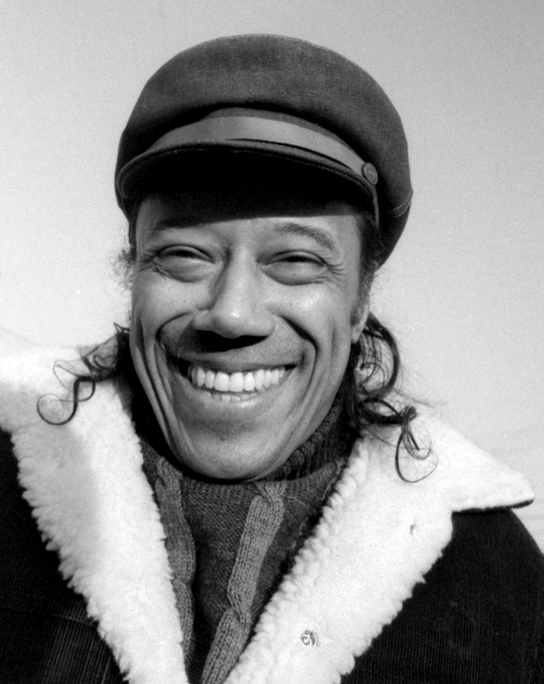
Horace Silver en 1983
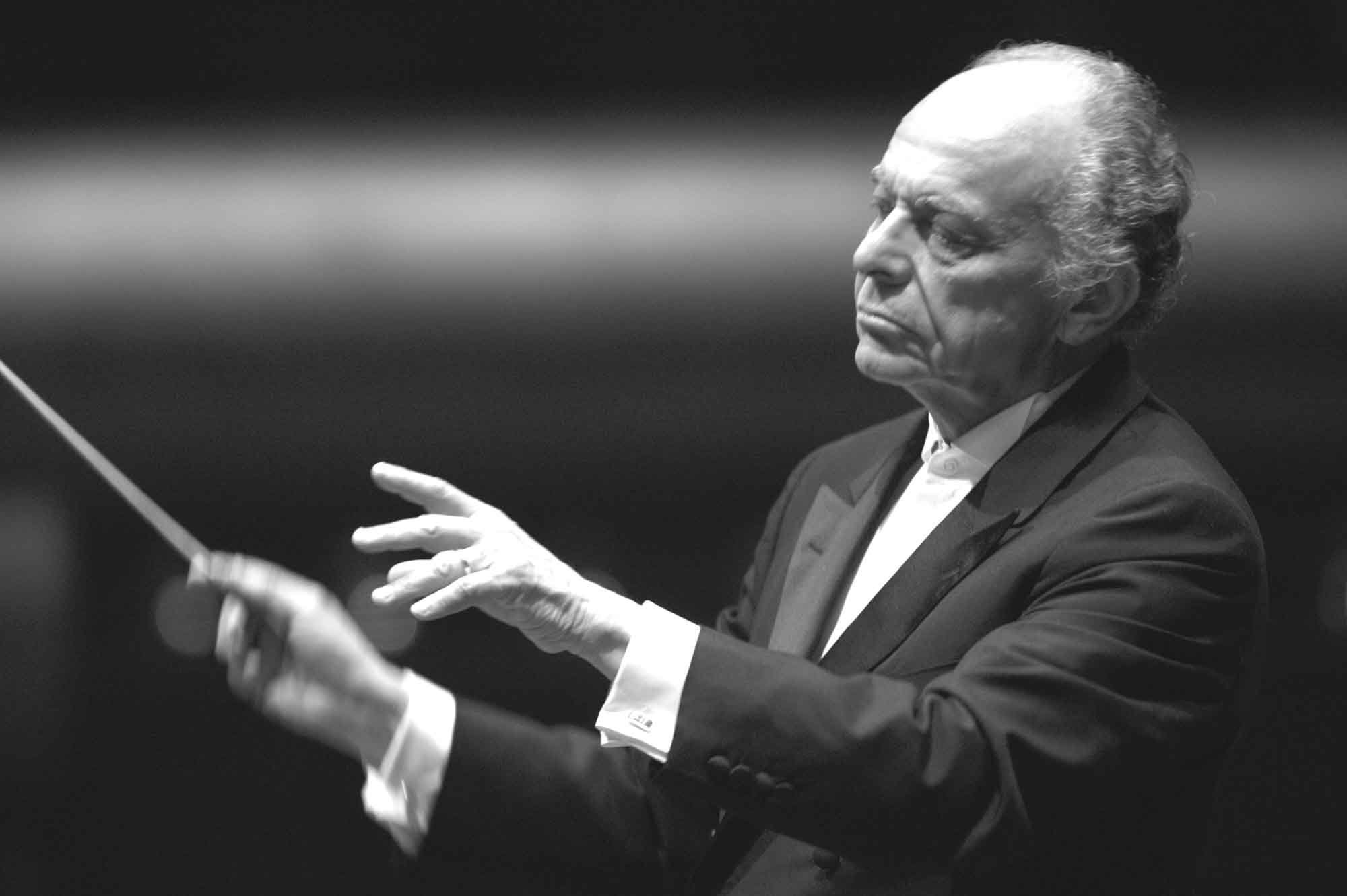
Lorin Maazel
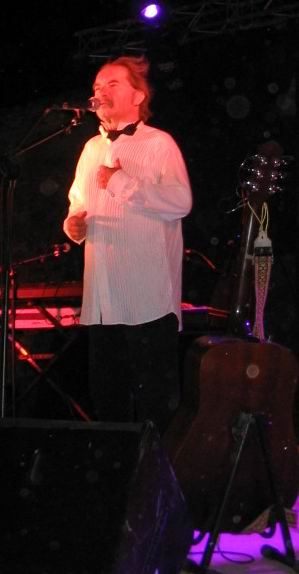
Pierre Vassiliu en 2004
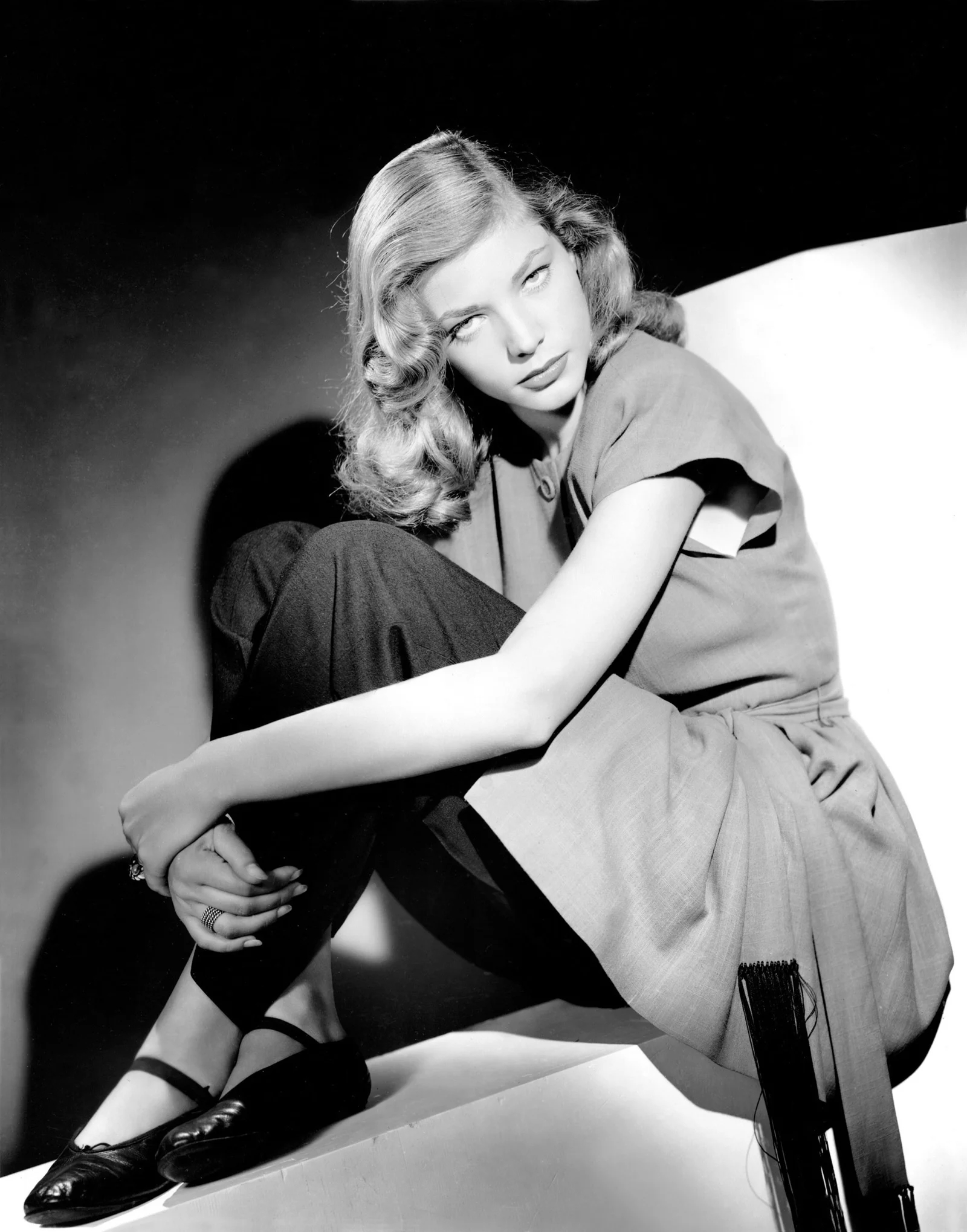
Lauren Bacall en 1945
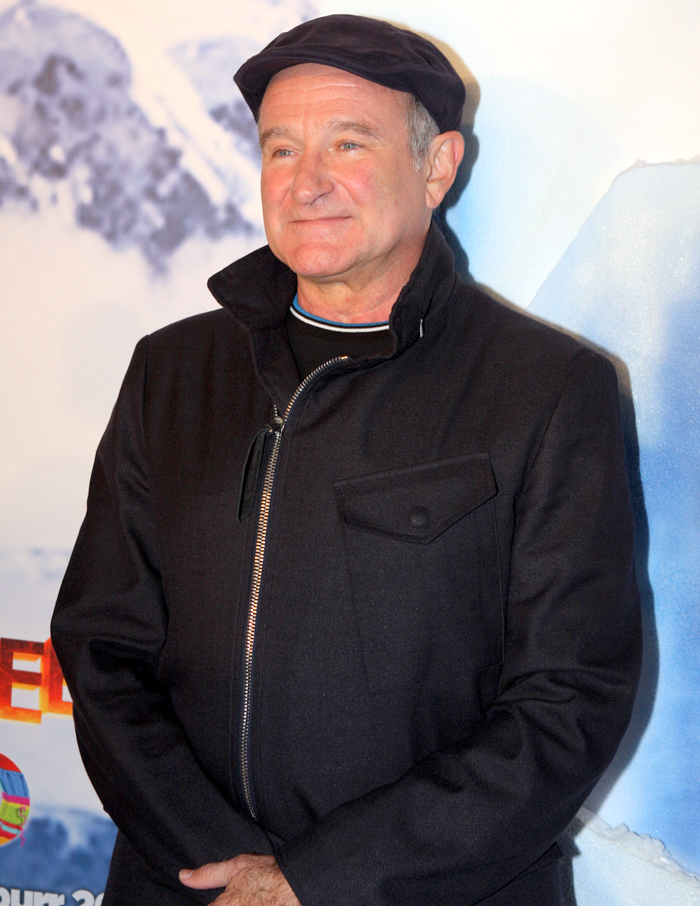
Robin Williams en 2011
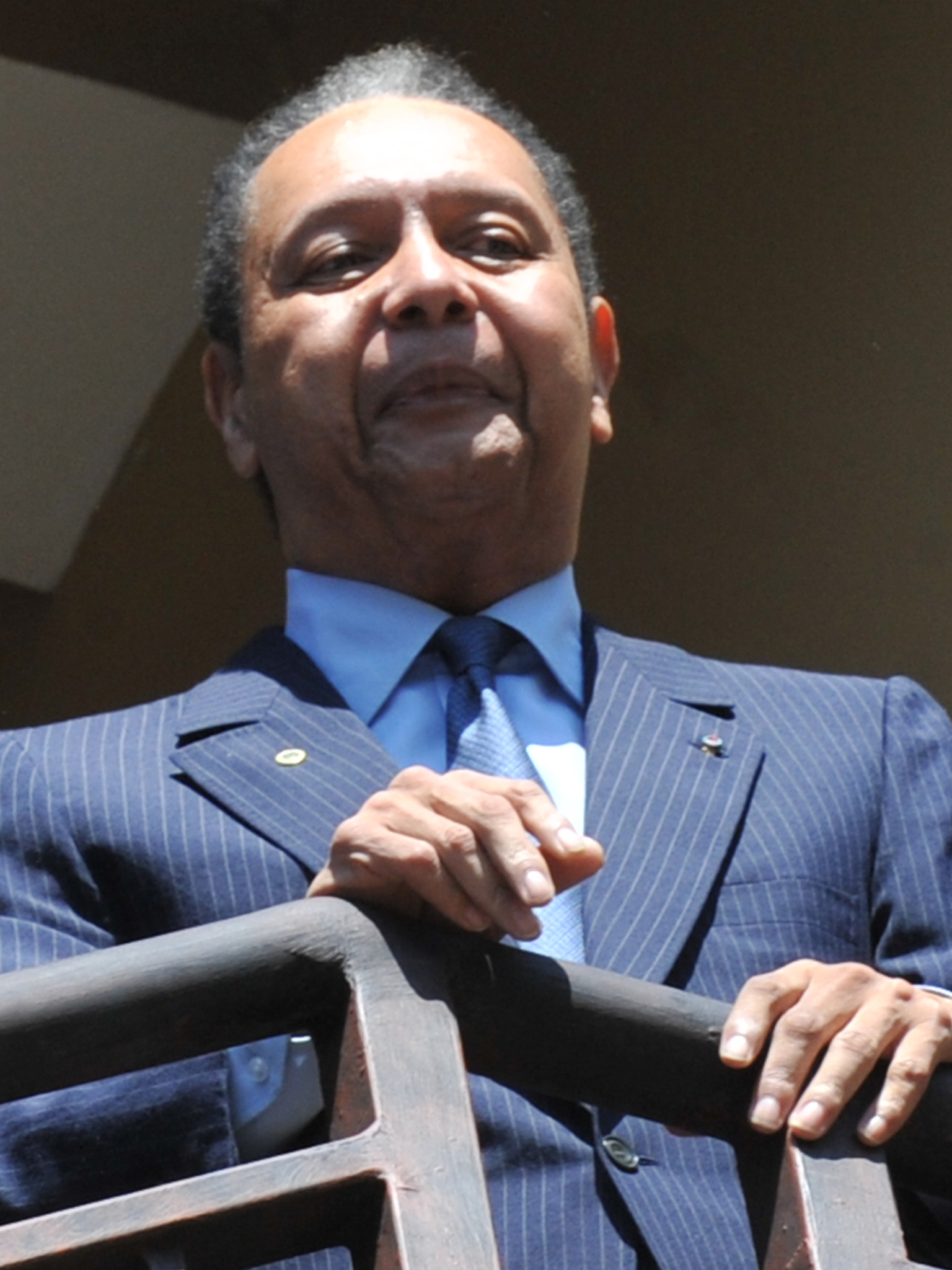
Jean-Claude Duvalier en 2011
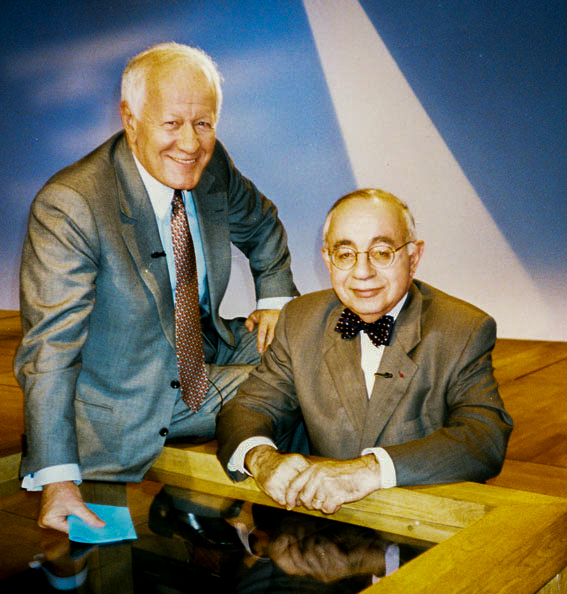
Jacques Chancel (à gauche) en 1996
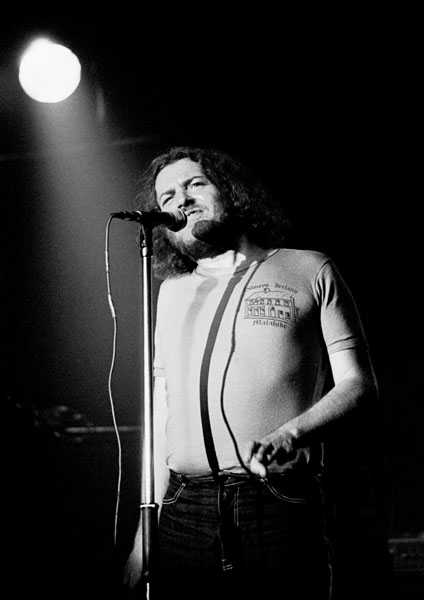
Joe Cocker en 1980